# Hobart Cavanaugh
Hobart Cavanaugh est un acteur américain, né le 22 septembre 1886 à Virginia City (Nevada) et mort à Woodland Hills (Californie) le 27 avril 1950.

## Filmographie partielle
- 1933 : Le Long des quais (I Cover the Waterfront) de James Cruze : One Punch McCoy
- 1933 : Chercheuses d'or de 1933 (Gold Diggers of 1933) de Mervyn LeRoy : le vendeur de chiens
- 1933 : Un danger public de Lloyd Bacon : James Peters, le journaliste ivre (non crédité)
- 1933 : Nuits de Broadway (Broadway Through a Keyhole) de Lowell Sherman : Peanuts Dinwiddie
- 1933 : Les Veuves de La Havane (Havana Widows) de Ray Enright
- 1933 : Mary Stevens, M.D. de Lloyd Bacon : Alf Simmons
- 1934 : Femme d'intérieur (Housewife) d'Alfred E. Green : George Wilson
- 1934 : Un héros moderne (A Modern Hero) de Georg Wilhelm Pabst
- 1934 : Jimmy the Gent de Michael Curtiz : Fake Worthingham
- 1934 : The Key de Michael Curtiz
- 1934 : L'Étoile du Moulin-Rouge de Sidney Lanfield : l'ivrogne
- 1934 : Les Nuits de New York (Now I'll Tell) d'Edwin J. Burke : Freddie Stanton
- 1934 : Madame du Barry de William Dieterle : Professeur de la Vauguyon
- 1934 : Easy to love de William Keighley
- 1934 : Les Pirates de la mode (Fashions of 1934) de William Dieterle
- 1934 : Kansas City Princess de William Keighley
- 1934 : Mandalay de Michael Curtiz
- 1934 : Le Cabochard (The St. Louis Kid) de Ray Enright
- 1934 : A Lost Lady d'Alfred E. Green : Robert, le maître d'hôtel de Forrester
- 1934 : J'écoute (I've Got Your Number) de Ray Enright
- 1934 : L'Oiseau de feu (The Firebird) de William Dieterle : Emile
- 1935 : Le Gondolier de Broadway (Broadway Gondolier) de Lloyd Bacon : le critique musical Gilmore
- 1935 : Ville frontière (Bordertown) d'Archie Mayo : Harry
- 1935 : Les Ailes dans l'ombre (Wings in the Dark) de James Flood : Mac
- 1935 : While the Patient Slept de Ray Enright : Eustace Federie
- 1935 :  Reine de beauté (Page Miss Glory) de Mervyn LeRoy
- 1935 : Ne pariez pas sur les blondes (Don't Bet on Blondes) de Robert Florey : Philbert O. Slemp
- 1935 : Le Songe d'une nuit d'été (A Midsummer night's dream) de William Dieterle et Max Reinhardt : Philostrate
- 1935 : Capitaine Blood (Captain Blood) de Michael Curtiz : Dr Bronson
- 1936 : Two Against the World : Tippy Mantus
- 1936 : Caïn et Mabel (Cain and Mabel) de Lloyd Bacon : Milo
- 1936 : Sa femme et sa secrétaire (Wife vs. Secretary) de Clarence Brown : Joe
- 1936 : Trois Jeunes Filles à la page (Three Smart Girls) de Henry Koster : Wilbur Lamb
- 1936 : La Flèche d'or (The Golden Arrow) d'Alfred E. Green : DeWolfe
- 1937 : Alerte la nuit (Night Key) de Lloyd Corrigan
- 1937 : Septième District de William Dieterle
- 1938 : Deux Camarades (Orphans of the Street) de John H. Auer
- 1939 : Deux Bons Copains (Zenobia) d'Gordon Douglas : Mr Dover
- 1939 : Rose de Broadway (Rose of Washington Square) de Gregory Ratoff : Whitey Boone
- 1939 : Career de Leigh Jason
- 1939 : A Child Is Born de Lloyd Bacon : M. West
- 1939 : The Covered Trailer de Gus Meins
- 1940 : La Piste de Santa Fe (Santa Fe Trail) de Michael Curtiz : Doyle
- 1940 : An Angel from Texas de Ray Enright
- 1941 : L'Île de l'épouvante (Horror Island) de George Waggner
- 1942 : Le Nigaud magnifique (The Magnificent Dope) de Walter Lang
- 1942 : Le Cargo des innocents (Stand By for Action) de Robert Z. Leonard
- 1943 : Le Cavalier du Kansas (The Kansan) de George Archainbaud
- 1943 : Gildersleeve on Broadway de Gordon Douglas
- 1943 : Rosie l'endiablée (Sweet Rosie O'Grady) de Irving Cummings : Clark
- 1943 : Le Héros du Pacifique (The Man from Down Under) de Robert Z. Leonard : Boots
- 1943 : A Scream in the Dark de George Sherman
- 1944 : Kismet de William Dieterle : Moolah
- 1945 : Roughly Speaking de Michael Curtiz
- 1945 : Don Juan Quilligan de Frank Tuttle
- 1946 : Le Retour de la femme-araignée (The Spider Woman Strikes Back) d'Arthur Lubin
- 1946 : Cinderella Jones de Busby Berkeley
- 1947 : Jenny et son chien (Driftwood) d'Allan Dwan
- 1948 : Up in Central Park de William A. Seiter
- 1949 : Chaînes conjugales (A Letter to Three Wives) de Joseph L. Mankiewicz : Mr. Manleigh
- 1950 : Stella de Claude Binyon

Documentaire
- 1975 : T'as pas 100 balles ? (Brother, Can You Spare a Dime ?) de Philippe Mora